# London Chess Classic

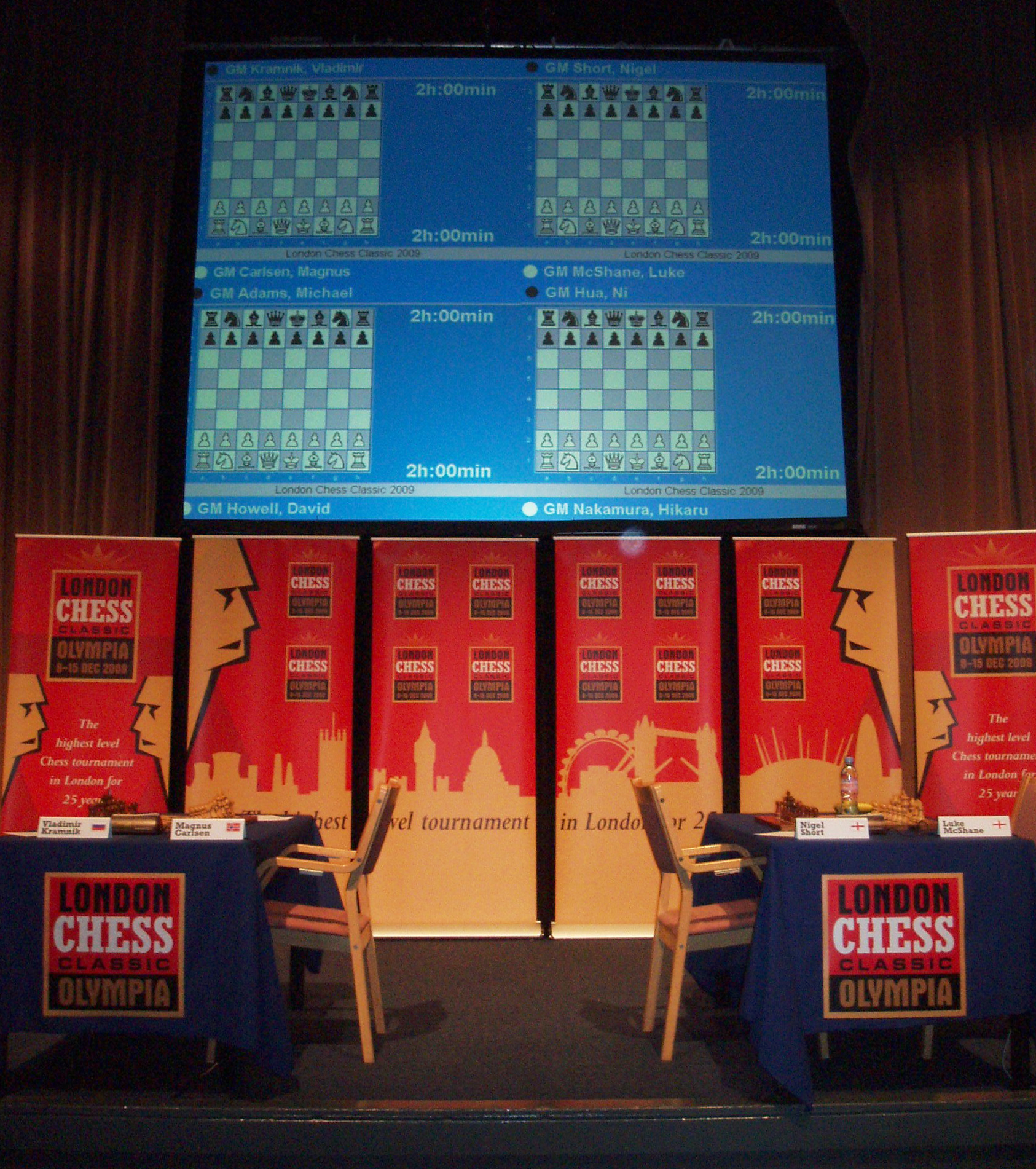
Fase di gioco prima del turno di apertura, 2009

Il London Chess Classic è un torneo di scacchi che si svolge all'Olympia Conference Centre, West Kensington, Londra. L'evento è spesso giocato dai migliori gran maestri del mondo.
Nel 2015 il London Chess Classic è divenuto uno dei tre eventi scacchistici compresi nel Grand Chess Tour, insieme al Norway Chess e al Sinquefield Cup.
Il torneo non si è giocato nell'edizione del 2020 e del 2022. Nel 2021 c'è stata una partita Inghilterra contro il resto del mondo. Nel 2023 il London Chess Classic è ritornato al format precedente.

## Vincitori
| #  | Anno | Vincitore                                                                                 |
| -- | ---- | ----------------------------------------------------------------------------------------- |
| 1  | 2009 | Magnus Carlsen                                                                            |
| 2  | 2010 | Magnus Carlsen                                                                            |
| 3  | 2011 | Vladimir Kramnik                                                                          |
| 4  | 2012 | Magnus Carlsen                                                                            |
| 5  | 2013 | Hikaru Nakamura                                                                           |
| 6  | 2014 | Viswanathan Anand                                                                         |
| 7  | 2015 | Magnus Carlsen                                                                            |
| 8  | 2016 | Wesley So                                                                                 |
| 9  | 2017 | Fabiano Caruana                                                                           |
| 10 | 2018 | Hikaru Nakamura                                                                           |
| 11 | 2019 | Ding Liren                                                                                |
| 12 | 2021 | Resto del Mondo (Boris Gelfand, Nikita Vitiugov e Maxime Lagarde) - Evento collettivo [1] |
| 13 | 2023 | Michael Adams [2]                                                                         |
| 14 | 2024 | Gawain Jones [3]                                                                          |